# Marilyn Booth
Pour les articles homonymes, voir Booth.
Marilyn Louise Booth (née le 24 février 1955) est une auteure et universitaire américaine, traductrice de littérature de langue arabe.

## Biographie
Marilyn Booth est diplômée summa cum laude de l'université Harvard en 1978, et est la première femme lauréate de la Bourse Wendell. Elle obtient un doctorat en littérature arabe et en histoire du Moyen-Orient au St Antony's College d'Oxford, en 1985. Elle reçoit une bourse Marshall pour ses études de doctorat à l'université d'Oxford. Elle enseigne à l'université Brown, à l'université américaine du Caire et à l'université de l'Illinois à Urbana-Champaign. Elle est directrice du Center for South Asian and Middle Eastern Studies à l'UIUC. Elle est en 2016 titulaire de la chaire d'Irak en Études arabes et islamiques à l'Université d'Édimbourg.
Booth a écrit deux livres (dont un sur le poète nationaliste égyptien Mahmoud Bayrem Ettounsi) ainsi que de nombreuses publications scientifiques et chapitres de livres. Elle a également traduit plusieurs œuvres de la littérature arabe vers l'anglais. Son travail est apparu dans Banipal et Mots Sans Frontières (en). Elle est une ancienne lauréate du Arkansas Arabic Translation Award (es) et finaliste du Prix Banipal. Elle a également servi en tant que membre du jury de ce Prix Banipal en 2008 et 2009. 
Traductrice de Jokha Alharthi elle remporte avec l'auteure omanaise de Celestial Bodies le Prix international Booker en 2019.

### Litige surLes filles de Riyad
Booth est la traductrice originale du best-seller  de Rajaa Alsanea, les Filles de Riyad (en). Toutefois, dans une lettre au Times Literary Supplement, en septembre 2007, elle affirme que l'auteur Alsanea et les éditions Penguin ont porté atteinte à sa traduction initiale, résultant en une version finale qui est « inférieure » et « pas très heureuse ». Booth a également écrit au sujet de cet incident dans un article scientifique intitulé « Traducteur vs auteur », publié dans un numéro de 2008 des Translation Studies (en).

## Œuvres choisies

### Auteure
- May Her Likes Be Multiplied: Biography and Gender Politics in Egypt. University of California Press, 2001.
- Bayram al-Tunisi's Egypt: Social Criticism and Narrative Strategies. Ithaca Press, 1990.

### Traductrice
- The Penguin's Song par Hassan Daoud (en)
- As Though She Were Sleeping par Elias Khoury
- Girls of Riyadh (en) par Rajaa Alsanea
- Thieves in Retirement par Hamdi Abu Golayyel (en) (runner-up, Banipal Prix, 2007)
- The Loved Ones par Alia Mamdouh
- Disciples of Passion par Hoda Barakat
- The Tiller of Waters par Hoda Barakat
- Children of the Waters par Ibtihal Salem
- Leaves of Narcissus par Somaya Ramadan
- The Open Door par Latifa al-Zayyat
- Points of the Compass par Sahar Tawfiq (en) (vainqueur du Prix Arkansas de Traduction arabe, 1994/5)
- My Grandmother’s Cactus: Stories by Egyptian Women
- Memoirs from the Women's Prison par Nawal El Saadawi
- The Circling Song par Nawal el Saadawi